# Placospongia cristata
Placospongia cristata är en svampdjursart som beskrevs av Boury-Esnault 1973. Placospongia cristata ingår i släktet Placospongia och familjen Placospongiidae. Inga underarter finns listade i Catalogue of Life.